# Manuel Delgado Villegas
Manuel Delgado Villegas (25. ledna 1943 – 2. února 1998), známý také jako El Arropiero, byl španělský sériový vrah, aktivní v letech 1964 až 1971. Podle vlastního tvrzení měl na svědomí 48 vražd ve Španělsku, Itálii a Francii – španělská policie vyšetřila pouze dvacet dva ve Španělsku a ze sedmi byl usvědčen.
El Arropiero nikdy nestanul před soudem, neboť mu byla diagnostikována těžká duševní porucha a v roce 1978 byl preventivně umístěn do psychiatrické léčebny. V roce 1998 zemřel na onemocnění plic.

## Život
Narodil se ve španělské Seville – 25. ledna 1943, jako syn Josého Delgada Martína, prodavače arrope, což je ovocný koncentrát produkovaný v jižním Španělsku a používaný k výrobě sladkostí. Jeho matka zemřela při porodu, ve věku 24 let.  Delgado a jeho sestra Joaquina byli posláni do Mataró, na výchovu k babičce z matčiny strany. V Mataró navštěvoval základní školu, i přesto se nikdy nenaučil číst ani psát a na živobytí si vydělával bisexuální prostitucí.

### Armádní kariéra
V roce 1961 ve věku osmnácti let se zapsal do španělské legie. Naučil se různé bojové techniky a rána vedená na hrtan okrajem ruky se stala jeho preferovanou metodou zabíjení.
Po skončení armádní kariéry opustil Mataró. Stal se nomádem /kočovníkem/ a putoval po pobřeží Středozemního moře. Několikrát byl zatčen za krádeže, ale nikdy nebyl uvězněn. Kvůli jeho podivnému chování při zatýkání ho policie poslala do zařízení pro mentálně narušené osoby, odkud byl brzy propuštěn.

### Vražedná kariéra
V roce 1964 spáchal svou první prokázanou vraždu. Bylo mu 21 let. K rozpoutání jeho nekontrolovatelného vzteku stačila jednoduchá triviální poznámka oběti. Vraždil různými tupými předměty, a nebo oběti škrtil holýma rukama, okrádal je a ženy po smrti znásilňoval.
Kočovný životní styl znemožňoval policii spojit jednotlivé oběti a odhalit sériového vraha. Dvě poslední vraždy se odehrály na stejném místě a to teprve vedlo k jeho zatčení.

## Prokázané vraždy
Adolfo Folch Muntaner: (21. ledna 1964), 49 let – šéfkuchař. Byl zabit na pláži Llorach v Garrafu nedaleko Barcelony, kde sbíral písek používaný k čištění tuku z kuchyňských nádob.
Delgado vypověděl:
„Viděl jsem spícího muže, opírajícího se o zeď. Přiblížil jsem se k němu velmi pomalu, s velkým kamenem v ruce a zasáhl ho do hlavy. Uvědomil jsem si, že je mrtvý, a vzal si jeho peněženku a hodinky.“
Venancio Hernández Carrasco: (20. července 1968), 71 let – vinař. Byl zabit při ošetřováni vinice u břehů řeky Tajuña, ve městě Chinchón. Delgado ho požádal o jídlo a Hernández odpověděl, že je mladý, a pokud chce jíst, měl by pracovat. Tento komentář ho stál život, tělo nalezli plovoucí v řece, poblíž přehrady San Galindo. Zpočátku bylo hlášeno, jako náhodné utopení. Delgado později změnil své svědectví a tvrdil, že zabil Hernándeze, protože se pokusil znásilnit nezletilou dívku.
Ramón Estrada Saldrich: (5. dubna 1969) – homosexuální prodejce nábytku z Barcelony a pravidelný Delgadův klient, jehož sexuální služby si najal za 300 peset. Hádka o peníze, kdy Estrada zvýšil taxu na 1 000 peset, ale Delgado zaplatil obvyklých 300, vedla k tragédii. Delgado zasáhl Estradu do krku, ale pouze ho srazil k zemi. Estrada ho začal urážet a Delgado odtrhl nohu z křesla, mlátil ho do bezvědomí a následně holýma rukama uškrtil.
Anastasia Borrella Moreno: (23. listopadu 1969), 68 let – zabita v Mataró. Delgado ji udeřil do hlavy cihlou a strčil z mostu, následně odtáhl do tunelu a uškrtil.
Francisco Marín Ramírez: (3. prosince 1970), 28 let – elektrikář společnosti Renfe. Delgado tvrdil, že jeho klient na něho sexuálně zaútočil a on jej zabil v sebeobraně. Tělo našel rybář 12. prosince 1970 vznášející se v řece Guadalete pod mostem San Alejandro v El Puerto de Santa María, 12 km od místa vraždy.
Antonia Rodríguez Relinque: (18. ledna 1971), 38 let – Delgadova přítelkyně, kterou zabil v El Puerto de Santa María.  Antonia „Toñi“ byla promiskuitní, okolím pokládána za mentálně retardovanou. Svědkové vypověděli, že byla naposledy viděna ve společnosti Delgada, ten byl vyslýchán v souvislosti se zmizením osoby. Zpočátku popřel, že by s tím měl něco společného, ale po objevení těla na odlehlém místě se 21. února 1971 přiznal k její vraždě. Vypověděl, že v době, kdy měl s „Toñi“ sex, ho požádala, aby udělal něco „znechucujícího“ a on odmítl. Dále ho urážela výčitkami, že není muž, protože byla s muži, kteří jí to na požádání udělali. Delgado ji uškrtil punčocháči a mrtvolu ukryl. Tři noci po sobě se na místo vrátil a měl s ní sex, protože mrtvá nebo živá byla stále jeho přítelkyní. Na tomto místě byl nakonec zatčen. Místní noviny ho nazvaly "Škrtič z Puerta", představitelé města ale zakázali přezdívku používat.

## Neprokázané vraždy
Delgado byl podezřelý z dalších několika vražd, které se mu nepodařilo prokázat.
Natividad Romero Rodríguez – prostitutka, nalezená mrtvá ve velké hliněné nádobě venkovského domu nedaleko Madridu v roce 1969. Byla znásilněna a uškrcena člověkem, který použil pouze jednu ruku, což vedlo vyšetřovatele k závěru, že pachatel má vojenský výcvik. Podezřelými se stali američtí vojenští piloti z nedaleké letecké základny, protože oběť byla v jejich společnosti často viděna. Zločin však zůstává nevyřešený a policie jej nikdy nespojila s Delgadem.
Almudena Sánchez Rus, zavražděný v El Puerto de Santa María v roce 1972.
Delgado tvrdil, že také zabil cizinku v Sant Feliu de Guixols, bodl další ženu v Alicante, uškrtil homosexuálního muže drátem v Barceloně, a dokonce hodil jiného homosexuála, svého klienta, z útesu v Garrafu.

## Zatčení
Policie s Delgadem cestovala po celém Španělsku a on jim ukazoval jednotlivá místa, kde zanechal své oběti. Při jedné takové obhlídce slyšel z policejního autorádia, že bylo nalezeno 80 těl pohřbených na zahradě rodinného domku v Mexiku; Okamžitě požádal policii o dvacetičtyřhodinové propuštění a slíbil, že neuteče, jen musí srovnat skóre s tím Mexičanem.
Vyšetřující soudce Conrado Gallardo Ros spolu s detektivy zapojenými do těchto případů doprovázel Delgada k místům jeho zločinů po dobu dvou let. Delgado se stal prvním sériovým zabijákem, který cestoval po místech svých zločinů letadlem. Při výsleších zůstal vždy klidný a sdílel mnoho detailů s policií.
V době jeho zatčení mu byl diagnostikován syndrom XYY, což vedlo k tvrzení, že toto postižení mohlo být odpovědné za jeho násilné chování. Spojení mezi syndromem XYY a násilným chováním však bylo moderními studiemi vyvráceno.